# Danh sách vua Hung
Đây là danh sách các vị vua của người Hung.
| Thời kỳ    | Vua                                   |
| ---------- | ------------------------------------- |
| 360–378    | Balamber (có lẽ nhầm lẫn với Valamir) |
| 390–410    | Uldin                                 |
| 412–422    | Charaton                              |
| 422–432    | Octar và Rugila                       |
| 432–c. 437 | Rugila                                |
| c. 437–445 | Bleda và Attila                       |
| 445–453    | Attila (một mình)                     |
| 453–c. 455 | Ellac                                 |
| ?–469      | Dengizich                             |
| 469–503    | Ernakh                                |